# قائمة منظمات حقوق الإنسان
القائمة غير كاملة؛ يرجى إضافة المقالات المعروفة أو إنشاء المقالات المفقودة
فيما يلي قائمة بالمقالات المتعلقة بمنظمات حقوق الإنسان حول العالم. لا تشمل هذه القائمة الأحزاب السياسية أو المؤسسات الأكاديمية. وتشمل القائمة المنظمات الدينية والعلمانية على حد سواء.

## المنظمات غير الحكومية الدولية
- أمازون ووتش
- منظمة العفو الدولية
- المنظمة الدولية المناهضة للعبودية
- مادة 19
- محامون بلا حدود
- منظمة (Breakthrough)
- كير (هيئة إغاثة)
- كارا (مجلس الأكاديميين المعرضين للخطر)
- مركز كارتر
- CCJO René Cassin
- مركز الحقوق الاقتصادية والاجتماعية
- مركز حقوق الإنسان والقانون الإنساني
- مركز حقوق الإسكان وحالات الإخلاء)
- مدافعو الحقوق المدنية
- التحالف من أجل المحكمة الجنائية الدولية
- لجنة حماية الصحفيين
- مبادرة الكومنولث لحقوق الإنسان
- مؤسسة CryptoRights
- البقاء الثقافي
- المنظمة الدولية لذوي الاحتياجات الخاصة
- أطباء بلا حدود (Médecins Sans Frontières)
- مشروع (Enough)
- المساواة الآن
- المرصد الأورومتوسطي لحقوق الإنسان
- لكل إنسان حقوق
- منتدى 18
- حرروا العبيد
- الحرية من التعذيب
- فريدم هاوس
- أصدقاء الشعوب القريبة من الطبيعة
- المدافعون في الخط الأمامي
- المركز العالمي لمسؤولية الحماية
- الحقوق العالمية
- حركة الاعتراف والتعويض الدولية للغجر
- التحالف الدولي للسكن
- لجان هلسنكي لحقوق الإنسان
- مراقبة هلسنكي
- مؤسسة هندوس أمريكا
- مؤسسة هيرشفيلد إيدي
- هيومانستس إنترناشيونال
- حقوق الإنسان أولاً
- مؤسسة حقوق الإنسان
- إنترنت حقوق الإنسان
- هيومن رايتس ووتش
- منظمة حقوق الإنسان بلا حدود الدولية
- (HURIDOCS)
- (IFEX)
- لجنة حقوق الإنسان الدائمة والمستقلة
- معهد تقارير الحرب والسلام
- الجمعية الأمريكية للدفاع البيئي
- التحالف الدولي للمرأة
- الرابطة الدولية للمحامين والقضاة اليهود
- المركز الدولي للعدالة الانتقالية
- المركز الدولي لحقوق الإنسان والتنمية الديمقراطية
- المركز الدولي لأبحاث حقوق الإنسان
- التحالف الدولي لمناهضة الاختفاء القسري
- لجنة الحقوقيين الدولية
- اللجنة الدولية للصليب الأحمر (منظمة خاصة ذات سيادة)
- مجموعة الأزمات الدولية
- التحالف الدولي للإعاقة
- الفدرالية الدولية لحقوق الإنسان
- الاتحاد الدولي لجمعيات الصليب الأحمر والهلال الأحمر
- المؤسسة الدولية لحقوق الإنسان والتسامح
- اتحاد هلسنكي الدولي لحقوق الإنسان
- حركة الفنون العالمية لحقوق الإنسان
- المعهد الدولي لحقوق الإنسان
- الرابطة الدولية لحقوق الإنسان
- الحركة العالمية لمكافحة الفقر
- الشراكة الدولية لحقوق الإنسان (IPHR)
- مؤشر حقوق الملكية الدولية
- منظمة التقدم الدولية
- الحركة الدولية للصليب الأحمر والهلال الأحمر
- المجلس الدولي لإعادة تأهيل ضحايا التعذيب
- لجنة الإنقاذ الدولية
- الخدمة الدولية لحقوق الإنسان
- جمعية الحقوق الدولية
- شبكة التبت الدولية
- مجموعة العمل الدولية للشعوب الأصلية
- لجنة حقوق الإنسان الإسلامية
- العدالة
- (MindFreedom) الدولية
- المجموعة الدولية لحقوق الأقليات
- اللجنة الوطنية لدعم حقوق الإنسان وحقوق العمال
- شبكة التعليم والحقوق الأكاديمية
- لا سلام بدون عدالة
- المجلس النرويجي للاجئين
- فرق السلام الدولية
- الأشخاص والكوكب
- أطباء من أجل حقوق الإنسان
- مؤسسة نقطة السلام
- الحماية الدولية
- لاجئون دوليون
- الإفراج الدولي
- مراسلون بلا حدود
- منظمة (Reprieve)
- Redress Trust
- حقوق الإنسان روبرت ف. كينيدي
- أنقذوا الأطفال
- علماء في خطر
- صندوق إنقاذ العلماء
- منظمة مراقبة حقوق الشيعة
- [[جمعية الشعوب المهددة
- أوقفوا الروبوتات القاتلة
- سرفايفل انترنشونال
- مركز طاهرة للعدالة
- مشروع الدعوة
- مؤسسة (RINJ)
- مشروع الحراسة لمنع الإبادة الجماعية
- منظمة توستان
- الشفافية الدولية
- رقابة الأمم المتحدة
- المتحدة من أجل التفاعل الثقافي
- منظمة الأمم والشعوب غير الممثلة
- مجلس الكنائس العالمي
- المنظمة الدولية لمناهضة التعذيب
- منظمة ويتنس
- المرأة في جميع أنحاء العالم
- المجلس العالمي للمستقبل
- المنظمة الدولية لمناهضة التعذيب
- منظمة الشباب العالمية لحقوق الإنسان

## المنظمات غير الحكومية الإقليمية
- الحركة الإفريقية للأطفال والشباب العاملين (إفريقيا)
- مركز AIRE (أوروبا)
- الشبكة العربية لمعلومات حقوق الإنسان (العالم العربي)
- اللجنة العربية لحقوق الإنسان (العالم العربي)
- المنتدى الآسيوي لحقوق الإنسان والتنمية (آسيا)
- اللجنة الآسيوية لحقوق الإنسان (آسيا)
- المركز الآسيوي لحقوق الإنسان (آسيا)
- مبادرة الكومنولث لحقوق الإنسان (دول الكومنولث)
- مجلس أوروبا (أوروبا) (هو في الواقع منظمة حكومية دولية يتم تمويلها من قبل الدول الأعضاء البالغ عددها 46 دولة، وليس منظمة غير حكومية)
- مجلس الشؤون النصفية للكرة الأرضية (الأمريكتين)
- المركز المسكوني لحقوق الإنسان (الأمريكتان)
- يوروميد رايتس (منطقة الأورومتوسط)
- الجمعية الأوروبية لحقوق الإنسان (أوروبا)
- المركز الأوروبي لحقوق الغجر (أوروبا)
- الاتحاد الفيدرالي للجنسيات الأوروبية (أوروبا)
- جمعية مواطني هلسنكي (أوروبا)
- صندوق حقوق الإنسان في جنوب إفريقيا (جنوب أفريقيا)
- إنكومينديوس سويسرا (الأمريكتان)
- الرابطة الدولية للصحفيين المستقلين (كندا وإنجلترا وأماكن أخرى)
- الصحفيون من أجل حقوق الإنسان (إفريقيا)
- مشروع حقوق الإنسان الكردي (العراق، تركيا، سوريا، إيران وأماكن أخرى)
- النصب التذكاري ( الاتحاد السوفييتي السابق)
- المجلس الإقليمي لحقوق الإنسان في آسيا (جنوب شرق آسيا)
- يونيموندو (جنوب شرق أوروبا)
- مكتب واشنطن لشؤون أمريكا اللاتينية (أمريكا اللاتينية)
- مقهى الشباب (إفريقيا)

## المنظمات غير الحكومية ذات التركيز الوطني
بالنسبة للمنظمات الوطنية الحكومية لحقوق الإنسان، انظر: (مؤسسة حقوق إنسان وطنية).

### الأرجنتين
- HIJOS
- منظمة أمهات ميدان مايو
- حركة اليهود من أجل حقوق الإنسان

### أرمينيا
- رابطة أوروبا في القانون
- جمعية مواطني هلسنكي – فانادزور
- لجنة هلسنكي الأرمينية
- مؤسسات المجتمع المفتوح – أرمينيا
- بانيوروبا أرمينيا
- أرمينيا الوردية
- منظمة الجانب الأيمن غير الحكومية
- اتحاد المواطنين المطلعين

### أستراليا
- مركز كاستان لقانون حقوق الإنسان
- مركز قانون حقوق الإنسان

### البحرين
- مركز البحرين لحقوق الإنسان
- جمعية البحرين لحقوق الإنسان
- جمعية البحرين لمراقبة حقوق الإنسان
- جمعية شباب البحرين لحقوق الإنسان
- لنا الحق

### بلجيكا
- الرابطة البلجيكية لعائلات المفقودين
- رابطة حقوق الإنسان (Liga voor Mensenrechten)
- رابطة حقوق الإنسان (Ligue des droits de l'homme)

### البوسنة والهرسك
- جمعية البحوث الاجتماعية والاتصالات (UDIK)

### بورما (ميانمار)
- حملة بورما في المملكة المتحدة
- أصدقاء بورما الكنديون
- حراس بورما الأحرار
- المدافعون عن حقوق الإنسان والمروجون لها
- مجموعة الكارين لحقوق الإنسان
- الحملة الأمريكية من أجل بورما
- رابطة النساء البورميات

### بلغاريا
- لجنة هلسنكي البلغارية

### كمبوديا
- المركز الكمبودي لحقوق الإنسان
- الرابطة الكمبودية لتعزيز حقوق الإنسان والدفاع عنها (LICADHO)
- ADHOC

### كندا
- رابطة رعاية الطفل في كندا

### تشاد
- الجمعية التشادية للنهوض والدفاع عن حقوق الإنسان

### تشيلي
- جمعية عائلات المعتقلين والمفقودين (AFDD؛ 1974)[1]
- لجنة التعاون من أجل السلام في تشيلي (1973-1975)[1]
- اللجنة الوطنية للحقيقة والمصالحة (1990-1991)؛ المعروفة باسم لجنة ريتيج
- نيابة التضامن (1976–1990)[1]

### الصين
- الجبهة المدنية لحقوق الإنسان (هونغ كونغ)
- معهد التمكين والحقوق
- مرصد حقوق الإنسان في هونج كونج (هونغ كونغ)
- حقوق الإنسان في الصين
- مركز المعلومات لحقوق الإنسان والديمقراطية

#### لتبت
- التبت الحرة
- الحملة الدولية من أجل التبت
- حركة السجناء السياسيين في التبت
- طلاب من أجل التبت الحرة
- المركز التبتي لحقوق الإنسان والديمقراطية

### كولومبيا
- CREDHOS، المؤسسة الإقليمية للدفاع عن حقوق الإنسان (Corporación Regional para la Defensa de los Derechos Humanos). منظمة غير حكومية تأسست عام 1987 استجابة للأزمة الإنسانية في منطقة ماجدالينا ميديو.[2]

### مصر
- الشبكة العربية لمعلومات حقوق الإنسان
- المركز المصري للحقوق الاقتصادية والاجتماعية
- المبادرة المصرية للحقوق الشخصية
- المنظمة المصرية لحقوق الإنسان
- مركز هشام مبارك للقانون
- المجلس القومي لحقوق الإنسان
- شايفينكم

### إريتريا
- حقوق الإنسان في إريتريا

### أثيوبيا
- مجلس حقوق الإنسان الإثيوبي
- وقفة نساء كيمباتا معا في إثيوبيا

### فرنسا
- مجموعة إعلام ودعم المهاجرين
- الرابطة الفرنسية لحقوق الإنسان (Ligue des droits de l'homme)
- MRAP (منظمة غير حكومية فرنسية)
- نداء استغاثة ضد العنصرية

### غواتيمالا
- ADIVIMA
- HIJOS

### أيسلندا
- المركز الأيسلندي لحقوق الإنسان

### الهند
- اتحاد منظمات حقوق الإنسان
- منتدى لتوثيق الحقائق والدعوة
- الحملة الوطنية لتكريم المرأة
- مركز توثيق حقوق الإنسان
- لجنة حقوق الإنسان في كشمير
- ماناب أديكار سانجرام ساميتي
- الحملة الوطنية لحقوق الإنسان للداليت
- حركة اليقظة الهندية

### إيران
- HIJOS
- ADFI
- مركز المدافعين عن حقوق الإنسان
- مركز توثيق حقوق الإنسان في إيران

### إسرائيل
- عدالة (مركز قانوني)
- جمعية حقوق المواطن في إسرائيل
- بتسيلم
- معهد القدس للعدالة
- محسوم ووتش
- حاخامات من أجل حقوق الإنسان
- أطباء لحقوق الإنسان
- ييش دين

### إيطاليا
- منظمة الطوارئ غير الحكومية

### كينيا
- سيميرايد
- التوعية ضد الإتجار بالبشر
- لجنة حقوق الإنسان في كينيا

### لبنان
- جمعية النجدة الاجتماعية

### ملاوي
- مركز حقوق الإنسان والتأهيل

### ماليزيا
- Bersih
- محامون من أجل الحرية
- الماليزيون ضد عقوبة الإعدام والتعذيب
- الجمعية الوطنية لحقوق الإنسان
- أخوات في الإسلام
- صوت الشعب الماليزي
- منظمة مساعدة المرأة

### مالي
- الجمعية المالية لحقوق الإنسان

### موريتانيا
- الجمعية الموريتانية لحقوق الإنسان
- https://liberals-mauritania.org

### المغرب
- الجمعية المغربية لحقوق الإنسان
- المجلس الوطني لحقوق الإنسان
- الجمعية الصحراوية لضحايا الإنتهاكات الجسيمة لحقوق الإنسان المرتكبة

### نيبال
- منظمة العفو الدولية في نيبال
- إنسك
- تحالف THRD

### النيجر
- تيميدريا

### نيجيريا
- مركز ديفاتوب لتنمية إفريقيا
- الرابطة الوطنية للكلاب البحرية
- مبادرة الشباب من أجل حماية حقوق الإنسان والشفافية
- الأمل خلف القضبان في إفريقيا

### كوريا الشمالية
- مجلة تشوسون
- الحرية في كوريا الشمالية

### باكستان
- المنظمة الآسيوية لتنمية حقوق الإنسان

### فلسطين
- مؤسسة الحق (الضفة الغربية)
- مركز الميزان لحقوق الإنسان (قطاع غزة)
- بتسيلم (منظمة إسرائيلية تركز على فلسطين)

### بيرو
- المنسقية الوطنية لحقوق الإنسان

### الفلبين
- منظمة العفو الدولية في الفلبين
- الاتحاد الآسيوي لمكافحة الاختفاء القسري
- حملة من أجل حقوق الإنسان في الفلبين
- مجموعة المساعدة القانونية المجانية
- شبكة مراقبي السلام الدوليين
- كاراباتان
- قوة السلام اللاعنفية
- التحالف الفلبيني للمدافعين عن حقوق الإنسان
- مركز معلومات حقوق الإنسان الفلبيني
- فريق العمل المشترك بين الفلبين وكندا المعني بحقوق الإنسان
- فرقة العمل المعنية بمحتجزي الفلبين

### بولندا
- حركة الدفاع عن حقوق الإنسان والحقوق المدنية (القرن العشرين)

### روسيا
- مؤسسة دفاع الجلاسنوست
- مركز موسكو لأبحاث حقوق الإنسان
- مركز سوفا
- الشيشان:
  - شبكة الدفاع عن حقوق الشيشان

### المملكة العربية السعودية
- منظمة القسط
- جمعية الحماية والدفاع عن حقوق المرأة في السعودية
- مركز الديمقراطية وحقوق الإنسان في المملكة العربية السعودية
- المنظمة الأوروبية السعودية لحقوق الإنسان
- جمعية حقوق الإنسان أولاً
- جمعية الحقوق المدنية والسياسية في السعودية
- جمعية التنمية والتغيير

### كوريا الجنوبية
- مركز قاعدة بيانات حقوق الإنسان في كوريا الشمالية

### سريلانكا
- دار حقوق الإنسان
- NESOHR
- أساتذة الجامعات من أجل حقوق الإنسان

### السويد
- الوكالة السويدية للتعاون الإنمائي الدولي

### سوريا
- المرصد - المركز العربي لحقوق الإنسان في الجولان

### تايوان
- جمعية تايوان لحقوق الإنسان

### تايلاند
- منظمة العفو الدولية في تايلاند
- Anjaree
- EMPOWER

### تونس
- مجموعة مراقبة حالة حرية التعبير في تونس

### اوغندا
- حل أوغندا

### أوكرانيا
- مجموعة خاركيف لحماية حقوق الإنسان
- اتحاد حقوق الإنسان الأوكراني في هلسنكي

### المملكة المتحدة
- ليبرتي (Liberty)
- مؤسسة بيتر تاتشيل
- أيرلندا الشمالية:
  - لجنة إدارة العدل

### الولايات المتحدة
- الاتحاد الأمريكي للحريات المدنية
- التحالف من أجل حماية البحوث البشرية
- آفاز
- مركز الحقوق الدستورية
- مركز ضحايا التعذيب
- مركز إيلا بيكر لحقوق الإنسان
- مؤسسة تمكين الأرواح
- أيديكم مرفوعة
- مجلس حقوق الإنسان
- لجنة حقوق الإنسان في مدينة سولت ليك
- مبادرة حقوق الإنسان في شمال تكساس
- مشروع القانون الإنساني
- البعثة الدولية للعدالة
- الصوت اليهودي من أجل السلام
- معهد ميكلغون للحريات المدنية
- الجمعية الوطنية لحقوق الشباب
- مؤسسة لانتوس لحقوق الإنسان والعدالة
- لجنة المحامين للحقوق المدنية بموجب القانون
- جمعية حقوق الإنسان (تم حلها)
- مركز قانون الحاجة الجنوبي
- شبكة حقوق الإنسان الأمريكية
- العدالة في مكان العمل

### فنزويلا
- PROVEA (1988) اختصار باللغة الإسبانية لبرنامج العمل التعليمي الفنزويلي بشأن حقوق الإنسان
- المرصد الفنزويلي للصراع الاجتماعي (2010)

### زيمبابوي
- محامو زيمبابوي لحقوق الإنسان

## هيئات الأمم المتحدة
- المفوضية السامية للأمم المتحدة لحقوق الإنسان
- مجلس الأمن التابع للأمم المتحدة
- اللجنة الفرعية لتعزيز وحماية حقوق الإنسان
- مجلس حقوق الإنسان التابع للأمم المتحدة
- لجنة الأمم المتحدة لحقوق الإنسان (تم حلها)
- المحكمة الجنائية الدولية
- ممثل منظمة الأمن والتعاون في أوروبا المعني بحرية الإعلام
- اليونسكو
- الجمعية البرلمانية للأمم المتحدة

### هيئات معاهدات حقوق الإنسان
- لجنة حقوق الإنسان
- لجنة القضاء على التمييز العنصري
- اللجنة المعنية بالقضاء على التمييز ضد المرأة
- لجنة مناهضة التعذيب
- لجنة حقوق الطفل

## المنظمات المتعددة الأطراف الأخرى
- اللجنة الإفريقية لحقوق الإنسان والشعوب
- المحكمة الإفريقية لحقوق الإنسان والشعوب
- الاتفاقية الأمريكية لحقوق الإنسان
- المنظمة العربية لحقوق الإنسان
- مفوضية حقوق الإنسان
- لجنة مناهضة التعذيب
- الكومنولث الدولي
- المحكمة الأوروبية لحقوق الإنسان
- المقرر الخاص لمنظمة الدول الأمريكية المعني بحرية التعبير
- اللجنة الفرعية لحقوق الإنسان
- اللجنة الأمريكية لحقوق الإنسان
- المحكمة الأمريكية لحقوق الإنسان